# QuickTransit
QuickTransit è una tecnologia di emulazione software realizzata dalla società Transitive Corporation. Originariamente sviluppata dal professore Alasdair Rawsthorne dell'Università di Manchester, la peculiarità della tecnologia QuickTransit è di dare all'emulatore la possibilità di non tradurre singole istruzioni, bensì di analizzare intere porzioni di codice tradotte a blocchi. Questo consente all'emulatore di individuare il codice eseguito con maggior frequenza e quindi di effettuare oltre a una sua traduzione anche una sua ottimizzazione. L'azienda produttrice dichiara che la tecnologia QuickTransit consente di ottenere l'80% delle prestazioni del processore rispetto al 20% massimo ottenibile con un emulatore classico. Per fare un parallelo la società afferma che gli altri emulatori eseguono il codice come fossero degli interpreti mentre QuickTransit esegue il codice come fosse codice compilato. Apple ha basato il suo emulatore software Rosetta sulla tecnologia QuickTransit per ottenere elevate prestazioni nell'emulazione dei processori PowerPC sotto architettura X86. La prima applicazione commerciale di questa tecnologia si è avuta quando Silicon Graphics ha utilizzato la tecnologia QuickTransit per permettere alle sue workstation basate su processori Itanium di utilizzare i programmi scritti per i processori MIPS che equipaggiavano le sue precedenti famiglie di Workstation.